# Boogie-woogie
A boogie-woogie (magyarosan bugi-vugi) egy  zenei stílus és egy szvingalapokon nyugvó tánc neve. A zene gyökerei a country és a western muzsika mellett a blues, ami az 1940-es években lett igazán népszerű, és amit eleinte csak egy, később akár három zongora egyszerre, gitár vagy nagyzenekar (big band) játszott.

## Jellemzői
Jellemzője a szabályos basszus kíséret (basso ostinato), melyet a bal kéz játszik, és a jobb kézzel játszott trillák és díszítések. Szigorúan véve nem szóló zongorastílus, szokták használni ének kíséreteként, illetve szólóként nagyzenekarban és kis jazz-együttesekben. Néha "eight to the bar"-nak (nyolc hang ütemenként) nevezik, de a legtöbb darab tulajdonképpen sima 4/4-es ütemű.
Tipikus boogie-woogie basszus:
| Boogie riff: |
|              |

A boogie-woogie eredete bizonytalan, de az USA déli államainak kocsmáiban (honky tonk) játszott nyers zene hatása kétségtelen. W.C. Handy és Jelly Roll Morton is megemlíti, hogy néhány zongoristát már 1910 előtt is lehetett hallani ebben a stílusban játszani. Clarence Williams szerint a stílust elsőnek egy texasi zenész, George W. Thomas játszotta. Thomas 1916-ban publikálta az egyik legelső kottát ("New Orleans Hop Scop Blues") boogie-woogie basszus kísérettel, bár azt Williams már 1911 előtt is hallotta tőle játszani.
Jóllehet Clarence Williams az első zenészek egyike volt, aki 1923-ban boogie-woogie lemezt vett fel, mégsem játszott tiszta boogie-woogie stílust, inkább csak blues-kórusoknál a hangulat változtatására használta. A boogie-woogie stílus minden bizonnyal széles körben elterjedt volt a fakitermelő táborokban éppúgy, mint minden egyéb munkahelyen, ahol nagy számban dolgoztak feketék, egészen az északi afro-amerikai közösségekig, mint például Chicago.
Longhair professzor például szintén így indult,  stílusa eleinte nem különbözött annyira a korai kocsmazongorálástól.
George W. Thomas szerzeményét, a The Fives-t - melyet 1923 februárjában Joseph Samuels zenekara, a Tampa Blue Jazz Band vett lemezre az Okeh Records kiadónál - tekintik az első hivatalos, nagyzenekar által játszott boogie-woogie felvételnek. Az első teljes mértékben boogie-woogie stílusú szóló darabnak Jimmy Blythe Chicago Stomps c. felvételét tekintik, 1924 áprilisából.
A korai, tisztán boogie-woogie felvételek közül kettő nagyon népszerű volt. Meade Lux Lewis szerzeményét, a Honky Tonk Train Blues-t 1927-ben rögzítették a Paramount Records-nál, majd 1930 márciusában adták ki. A Pinetop's Boogie Woogie-t, Clarence "Pinetop" Smith 1928-as felvételét 1929-ben adták ki, és ez volt az első boogie-woogie sláger, ami hozzájárult a stílus névadásához.
A boogie-woogie 1937-38-ban kapott nagy nyilvánosságot, amikor John Hammond a Carnegie Hallban From Spirituals to Swing címmel koncerteket hirdetett. Ezeken többek között elhangzott Pete Johnson és Big Joe Turner előadásában a Turner's tribute to Johnson és Roll 'Em, Pete, Meade Lux Lewis által a Honky Tonk Train Blues és Albert Ammons Swanee River Rock-ja is. (a Roll 'Em, Pete egyike az első rock and roll felvételeknek)
Ez a három zongorista Turnerrel a New Yorkbeli Café Society nevű éjszakai klubban ütötték fel rezidenciájukat, ahol a kifinomult társaság szerette őket. Gyakran játszottak párban, sőt egyszerre hárman, gazdagon előadott zongorajátékot alkotva.
Népszerűségük nagy hatással volt a kortárs boogie-woogie zongoristákra és arra, hogy a boogie-woogie hangzást sok más zenei irányzat is adaptálta. Nem sokkal Tommy Dorsey bandájának T.D.'s Boogie Woogie c. nótája után egy csomó, különböző vonalat képviselő boogie-woogie zenész jelent meg. Conlon Nancarrow zeneszerző is mélyen a boogie-woogie hatása alá került, ahogy azt zongorára írt korai munkáinak nagy része is mutatja.
Népszerűsége az 1920-as és 1930-as években teljesedett ki, majd a boogie-woogie hóbort volt az egyik legnagyobb hatással a jump-blues és végeredményben a rock and roll fejlődésére, így mind a mai napig hallani különböző klubokban, lemezeken szerte Európában és az Amerikai Egyesült Államokban.

## A tánc
Az Egyesült Államokban a szvingzenére kialakult különböző táncokat nehezen lehet pontosan leírni és definiálni, mivel igen gyakran összemosódnak a stílusbeli különbségek vagy éppen azonosságok – lévén, hogy ezek a táncok a mai napig egymásra folyamatosan hatással vannak. A különböző szvingtáncok döntő többségének (lindy-hop, balboa, shag, west coast swing, hollywood style stb.) szülőhelyei, a majd minden jelentősebb városban megtalálható tánctermek voltak. A sokféle szvingtánc az idők folyamán elterjedt, változott, először az Egyesült Államok területén, de később átkerült más földrészre is.
A boogie-woogie-nak két jelentése van. Egyrészt jelöl egy zenei irányzatot, másrészt egy alapvetően szving eredetű táncot, amely az 1950-es években a rock & roll elterjedésével vált népszerűvé Európában. Az Egyesült Államokban nevezik néha a szving európai stílusának, változatának is. Legfőbb jellemzője a szabad vezetés, az improvizáció, talán ez az, ami leginkább megkülönbözteti a többi tánctól.
A 6-os számoláson alapuló általunk, Magyarországon is ismert és táncolt boogie-woogie lényegében nem más, mint a jitterbug, lindy hop és az 1950-es évekbeli más rock & roll stílusok németek által továbbfejlesztett, átalakított változata. Valójában hazánkban is ezt vették át először az akkori táncosok elsősorban német tanároktól az 1990-es évek elején. Később a boogie (illetve egyes táncosok, majd követőik) a fejlődés során a lindy hop 8-as számoláson alapuló figuráit, elemeit átvette – ez főleg az 1990-es évek végétől figyelhető meg fokozottan.
Bár szvingalapú tánc, jellegéből adódóan inkább rock and roll és zongora boogie, esetleg retro-swing (Brian Setzer Orchestra, Mitch Woods stb.) zenéhez illik – de aki ezt a stílust szereti és műveli, az táncol(hat)ja másra is. Az előzőekből következik tehát, hogy egy igazi boogie-táncos nem előre betanult koreográfiákat sajátít el (lásd például a latin versenytáncok, akrobatikus rock & roll), hanem a saját egyéniségével próbálja visszaadni a zene hangulatát. Akrobatikus figurákat szintén alkalmazhatunk.
A WRRC (World Rock & Roll Confederation) az akrobatikus rock & roll, a boogie-woogie és szving (tánc) (lindy-hop) területén működő táncszervezet, szövetség, amely minden évben számos versenyt rendez. A boogie-élmezőny tagjai ma már sok más, hasonló kategóriában is versenyeznek (szving, lindy hop) – lévén a stílusok hasonlósága, átjárhatósága egy felkészült párnak nem okoznak akadályt.
Manapság a nemzetközi versenyeken  a párok véletlenszerűen kapott gyors zenére táncolnak (kiemelve itt is az improvizációs készséget), egészen a döntőig, ahol a már előre megadott lassú és gyors számokba belehallgathatnak de a választás lehetősége itt sem adott, mivel sorsolással döntik el ki, melyik számra táncol. Igen gyakran kell élőzenére táncolni, és ez esetekben előfordul, hogy még a meghallgatás lehetősége sincs biztosítva a pároknak. A zene gyorsasága lassú szám esetében 28-32, gyors számoknál 48-52 ütem / perc.
Fontos megemlíteni, hogy a boogie-woogiet, mint táncot nem csak tradicionális boogie-woogie zenére (manapság úgynevezett zongorás boogie-ra táncolják. Éppen a közös gyökerek, a hasonló mozgásformák következtében a tipikus rock and roll, blues, jazz illetve a swing típusú zenék mind lehetőséget teremtenek egy kis boogie-ra.

## A
- Rob Agerbeek (1937–2023), Indonesian-born Dutch boogie-woogie and early jazz pianist
- Dave Alexander (1938–2012), aka 'Omar Sharriff", American blues pianist
- Albert Ammons (1907–1949), American pianist, father of bebop tenorman Gene Ammons
- The Andrews Sisters, American singers known for "Beat Me Daddy, Eight to the Bar" and "Boogie Woogie Bugle Boy"
- Winifred Atwell (1914–1983), British pianist, from Trinidad

## B
- Bob Baldori (born 1943), aka "Boogie Bob", American rock, blues, and boogie-woogie musician
- Marcia Ball (born 1949), American singer and pianist
- Deanna Bogart (born 1960), American singer, pianist, and saxophonist
- Boogie Woogie Red (1925–1992), American pianist, frequent collaborator with John Lee Hooker
- James Booker (1939–1983), American pianist
- Eden Brent (born 1965), American pianist and vocalist

## C
- James Crutchfield (1912–2001), "King of Barrelhouse Blues"

## D
- Caroline Dahl, pianist and composer of boogie-woogie and American roots music
- Cow Cow Davenport (1894–1955), American pianist
- Blind John Davis (1913–1985), American pianist and singer
- Daryl Davis (born 1958), American pianist, singer and bandleader
- Neville Dickie (born 1937), English pianist
- Fats Domino (1928–2017), American R&B pianist and singer who recorded some boogie pieces in the 1950s
- Floyd Domino, American pianist; played for seven years with Asleep at the Wheel
- Dorothy Donegan (1922–1998), American pianist
- Thomas A. Dorsey (1899–1993), American pianist and gospel songwriter
- Champion Jack Dupree (1908–1992), New Orleans blues player
- Big Joe Duskin (1921–2007), American pianist

## E
- William Ezell (1892–1963), Texas-born pianist who combined boogie-woogie with ragtime and blues

## F
- Ernie Freeman (1922–1981), American pianist, organist, and arranger

## G
- Blind Leroy Garnett (1897–1933)
- Harry Gibson, "The Hipster" (1915–1991)
- Henry Gray (1925–2020), American pianist credited with helping to create the Chicago blues piano sound

## H
- Bob Hall (born 1942), English pianist
- Willie Hall, known as Drive'em Down, model and mentor to many New Orleans players
- Jools Holland (born 1958), British musician and television presenter
- Camille Howard (1914–1993), American pianist and singer
- John Lee Hooker (August 22, 1912 or 1917 – June 21, 2001) American blues singer, songwriter, and guitarist

## J
- Dr. John (1941–2019), New Orleans blues and boogie woogie pianist and composer of "Boxcar Boogie" among others
- Pete Johnson (1904–1967), Big Joe Turner's piano partner; "Roll 'Em Pete" was named for him
- Louis Jordan (1908–1975), American boogie and jump blues musician, songwriter and bandleader

## K
- Michael Kaeshammer (born 1977), Canadian pianist, vocalist, and arranger
- Shizuko Kasagi (1914–1985), Japanese singer known in Japan as the "Queen of the Boogie-Woogie" (ブギの女王; Hepburn: Bugi no ojō?)}]}
- Brendan Kavanagh (born 1967), contemporary British pianist teacher with over 1 million YouTube followers, known as "Dr K"

## L
- Ladyva (Vanessa Sabrina Gnaegi) (born 1988), Swiss pianist
- Booker T. Laury (1914–1995), American pianist and singer
- Meade Lux Lewis (1905–1964), American pianist whose "Honky Tonk Train Blues" was an early boogie woogie hit
- Liberace (1919–1987), American pianist
- Little Willie Littlefield (1931–2013), American pianist and singer
- Cripple Clarence Lofton (1887–1957)
- Professor Longhair (Henry "Roy" Byrd, 1918–1980), American singer; blues, rhythm and blues, and jazz pianist

## M
- Barrelhouse Buck McFarland (1903–1962)
- Memphis Slim (1915–1988)
- Big Maceo Merriweather (1905–1953), composer of "Chicago Breakdown"
- Arthur Migliazza (born 1980), American blues and boogie woogie pianist.
- Moon Mullican (1909–1967), known as the "King of the Hillbilly Piano Players" during a recording career that stretched from the 1930s through the 1960s, including hits such as "Seven Nights to Rock"; considered a major influence on Jerry Lee Lewis

## N
- Romeo Nelson (1902–1974)
- Charlie Norman (1920–2005), Swedish piano player

## P
- Oscar Peterson (1925–2007), Canadian jazz pianist and composer
- Piano Red (1911–1985), brother of Speckled Red
- Piano "C" Red (1933–2013), Chicago blues and boogie-woogie pianist, singer and composer
- Honey Piazza (born 1951), West Coast blues and boogie-woogie pianist
- Pinetop Perkins (1913–2011), American musician and teacher of Ike Turner
- Preacher Jack (born 1942), stage name of John Lincoln Coughlin, American pianist, recording artist on Rounder Records
- Sammy Price (1908–1992), American pianist and bandleader

## R
- Maurice Rocco (1915–1976), American pianist, singer, and actor
- Walter Roland (1903–1972), American pianist, guitarist, and singer

## S
- Ulf Sandström (born 1964), Swedish pianist and member of jump4joy
- Bob Seeley (born 1928), American pianist
- Luca Sestak (born 1995), German boogie-woogie, blues and jazz pianist
- Robert Shaw (1908–1985), American barrelhouse pianist, recorded "The Ma Grinder"
- Freddie Slack (1910–1965), American pianist and bandleader, originator of "Beat Me Daddy, Eight To The Bar" in the 1940s
- Huey "Piano" Smith (1934–2023), "Rockin' Pneumonia and the Boogie Woogie Flu", also accompanist on Frankie Ford's "Sea Cruise"
- Pinetop Smith (1904–1929), "Pine Top's Boogie Woogie" in 1929 was the first boogie-woogie hit and popularized the name for the style
- Charlie Spand (1893–after 1958)
- Speckled Red (1892–1973), American pianist and singer, recorded "The Dirty Dozens"
- Roosevelt Sykes (1906–1983), American pianist known as the Honeydripper, he recorded "Forty-Four", "Driving Wheel" and "Night Time Is the Right Time".

## T
- Montana Taylor (1903–1958), American pianist
- George Washington Thomas (1883–1937), American pianist and songwriter
- Hersal Thomas (c.1909–1926), American pianist and composer
- Stephanie Trick, contemporary American pianist
- Big Joe Turner (1911–1985), American boogie-woogie singer, partnered with Pete Johnson

## W
- Tuts Washington (1907–1984), mentor to many generations of New Orleans pianists
- Kenny "Blues Boss" Wayne (born 1944), American-born boogie-woogie/blues/R&B pianist
- Vince Weber (1953–2020), German boogie/blues musician
- Robert Wells, Swedish pianist, singer, and composer
- Jabo Williams, American pianist and songwriter
- Mitch Woods (born 1951), American modern day boogie-woogie, jazz and jump blues pianist

## Y
- Jimmy Yancey (1898–1951), American pianist, composer, and lyricist

## Z
- Silvan Zingg (born 1973), Swiss pianist
- Axel Zwingenberger (born 1955), German pianist and composer